# Paul Blümel
Paul Hermann Blümel (* 8. Oktober 1902 in Breslau; † unbekannt, nach 1984) war ein deutscher Jurist und Staatsbeamter. Er amtierte u. a. als Bürgermeister von Hirschberg.

## Leben und Tätigkeit
Nach dem Schulbesuch studierte Blümel Rechtswissenschaften an der Universität Breslau. Er schloss sein Studium mit der Promotion zum Dr. jur. ab.
Zum 1. Februar 1930 trat Blümel in die NSDAP ein (Mitgliedsnummer 189.594). In den frühen 1930er Jahren gehörte er zunächst der SS an. Außerdem führte er den Sicherheitsdienst der SS-Standarte 16. Im Juli 1933 wechselte er von der SA in die SA, in der er den Rang eines Sturmführers erreichte.

### NS-Zeit
Kurz nach der Übernahme der Regierung durch die Nationalsozialisten im Frühjahr 1933 wurde Blümel zum Oberbürgermeister der schlesischen Stadt Hirschberg ernannt.
In der Nacht vom 5. zum 6. Juli 1934 wurde Blümel im Gefolge der Röhmaffäre vom 30. Juni 1934 von der Gestapo festgenommen und in Schutzhaft genommen. In der Folge wurde er nach Berlin geschafft, wo er zeitweise im KZ Columbiahaus und im Staatskrankenhaus der Polizei eingesperrt wurde. Anschließend kam er am 12. Juli 1934 für vierzehn Tage ins KZ Lichtenburg.
Hintergrund von Blümels Verhaftung war eine Auseinandersetzung mit dem SS-Führer Günther Patschowsky im Jahr 1932: Patschowsky, damals Leiter des SD in Schlesien hatte Blümel im November 1932 beauftragt, den schlesischen Gauleiter Hellmuth Brückner für den SD zu bespitzeln, was Blümel verweigerte. 1934 nutzte Patschowsky seine inzwischen erlangte Machtstellung als Leiter der Abwehrabteilung des Geheimen Staatspolizeiamtes in Berlin, um Blümel verhaften zu lassen. Er wollte sich an Blümel dafür rächen, dass er damals Befehlsverweigerung begangen hatte und obendrein den Befehl zur Bespitzelung Brückners nach seinem Wechsel von der SS zur SA im Sommer 1933 dem Stabschef der SA Ernst Röhm gemeldet hatte.
Am 14. August 1934 richtete Josef Meisinger vom Sonderdezernat des Geheimen Staatspolizeiamtes ein Schreiben an den SA-Stabschef Viktor Lutze, in dem er Lutze ersuchte, Blümel nicht mehr in der SA zu verwenden, da dieser ein „persönlicher Günstling“ Röhms gewesen sei. Mit derselben Begründung beantragte Meisinger am selben Tag beim Reichsleitung der NSDAP, Blümel aus der Partei auszuschließen.
Der Untersuchungsausschuss der schlesischen SA kam zu dem Ergebnis, dass die Beschuldigungen des Geheimen Staatspolizeiamtes jeder Begründung entbehren würden und strikt abzuweisen seien. In der Verhandlung des SA-Sondergerichts am 12. Februar 1935 kam das Sondergerichts zu dem Beschluss, das Verfahren gegen Blümel einzustellen.
Blümel war 1937 Vorsitzender des Riesengebirgsvereins.
Während des Zweiten Weltkriegs ist Blümel als Gebietskommissar in Tschudnow (1941 bis 1943) und in Retschitza im Reichskommissariat Ukraine (1943 bis 1944) nachweisbar.

### Nachkriegszeit
In den 1980er Jahren lebte Blümel bei seinem in die Vereinigten Staaten ausgewanderten Sohn in Florida. 1985 wurde er, nachdem das Office of Special Investigations auf seine nationalsozialistische Vergangenheit aufmerksam geworden war, gemäß der Section 241 (a) (19) des Immigration and Nationality Act des Landes verwiesen, wobei er gegenüber dem US-Justizministerium eine Verpflichtungserklärung unterschreiben musste, nicht mehr in das Land zurückzukehren.

## Familie
Blümel war verheiratet mit Ellinor Magdalena Martha Dittrich (NSDAP-Mitgliedsnummer 269.357) und hatte mindestens einen Sohn Horst (* 9. März 1934).

## Schriften
- Diebstahl und Unterschlagung. Unter besonderer Berücksichtigung des Zueignungsbegriffes, 1929 (Dissertation).